# Almadreñero

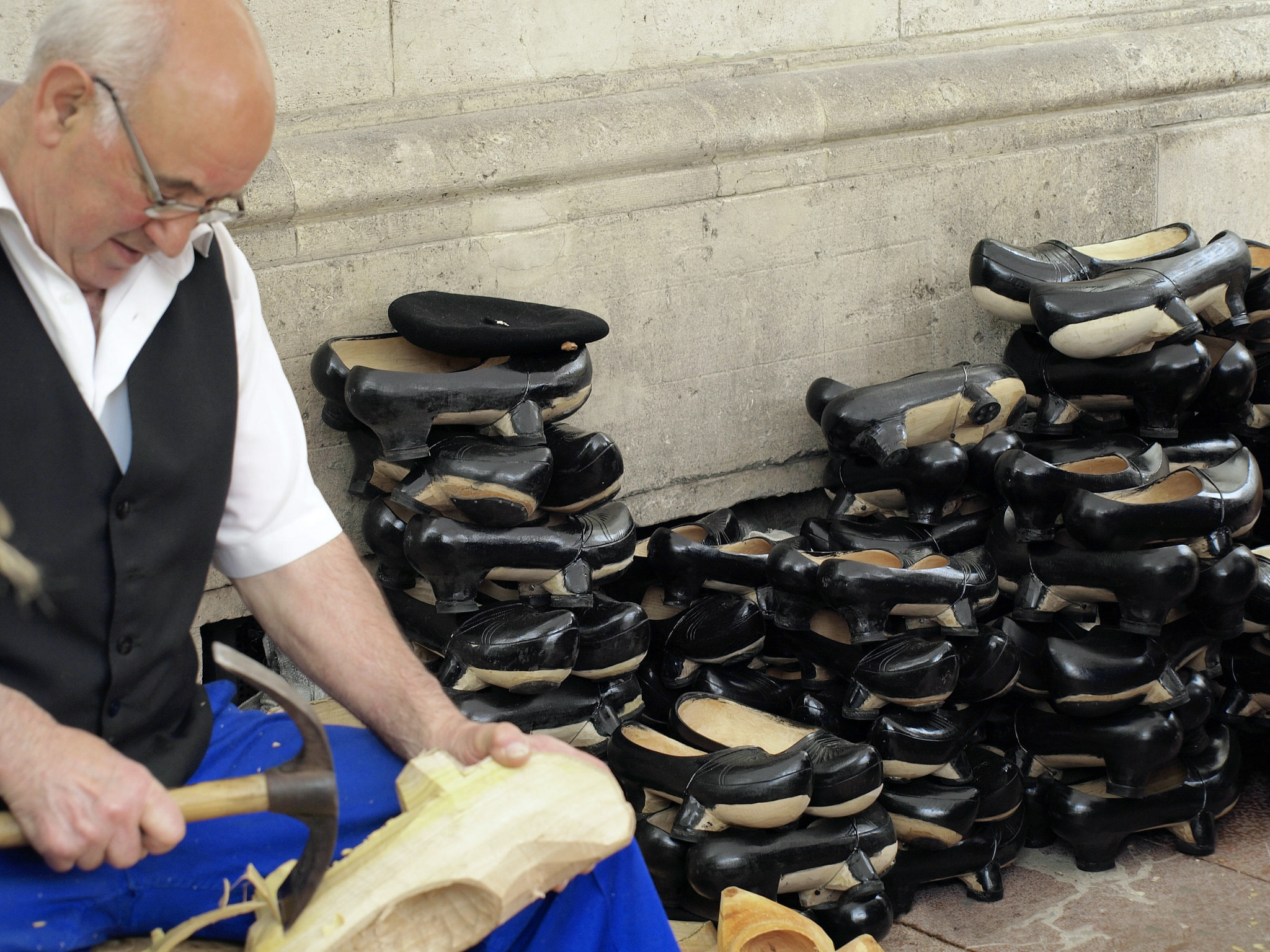
Artesano almadreñero desbastando un taco de madera

Se llama almadreñero o almadreño al fabricante de zuecos o almadreñas.

## Historia
Es de presumir que los zuecos fueron conocidos antes de que se haya pensado en los zapatos, porque los diversos procedimientos para cortar y modelar pedazos de madera de cualquier especie no presenta tanta dificultad como la requerida para preparar cueros y conservarlos como se realiza mediante el curtido. Si a estas dificultades se añaden las tentativas hechas antes que se supiese cortarlos para unirlos con costuras a fin de proteger los pies de los cuerpos duros, comprobaremos esta realidad.
No conociendo el origen de los zuecos, podríamos quizá referirlo al tiempo en que los hombres cansados de cambiar las envolturas con que cubrían sus pies, pensaron en excavar dos pedazos de madera con el fin de obtener un objeto más sólido y duradero para andar sobre terrenos incultos. Tradicionalmente, en algunas comarcas ha sido habitual el uso de zuecos siempre sin medias y con el pie desnudo, lo que conduce a un endurecimiento de sus empeines. 
Algunos consolidan los zuecos con hierro o clavos gruesos para hacerlos durar más; y si en el invierno necesitan valerse de ellos para andar entre la nieve, atan con una soga de paja que pasa por debajo, entre los dos fuquetes la parte de sus botines hecha de paño grueso y que cubre el empeine a fin de conservar los pies bien apretados. Este medio bien sencillo basta para poder andar con rapidez por espacio de días enteros.

## Trabajo del almadreñero
Los zuecos se hacen de álamo blanco, abedul, castaño, olmo y haya. El nogal no se emplea más que para zuecos finos. La madera se divide primero con la sierra. Después con el hacha y el mazo se meten en gorrones los pedazos del largo de un zueco y se desbastan con una hacheta, después de haber dado un trazo de sierra por debajo para bosquejar el tacón, como se hará con todo lo demás por medio de una azuela. Casi siempre en pie delante de un banco con un tajo, cortado de un tronco de árbol o bien una gruesa rama encorvada arrimada a una pared, fija e inmóvil a la altura de los codos, este obrero no debe ejecutar nada sin haber preservado los muslos con un delantal de piel de carnero adobado.
Cualquiera que sea el banco a que los almadreñeros den preferencia, deben fijar encima con tres cuñas el bosquejo de su par de zuecos; luego con una taladra bastante gruesa hacen dos agujeros que ensanchan con una gubia, inclinándola a derecha e izquierda a causa de la diferencia de los pies. Durante esta operación, con una varita miden el interior y calculan el grueso que deben dejar intacto para no atravesar la madera; después de haberlo acanalado todo, toman otra gubia plana y encorvada para quitar definitivamente las aristas.
Terminado el interior del zueco enganchan la cuchilla a un anillo colocado en el tajo con la cual desbastan rápidamente todo lo que hay de más en el espesor de la madera y dan a los zuecos la forma que les conviene. A continuación, limpian y descubren la garganta, la unen, excavan la entrada y terminan la cresta dejándola más o menos aguda. Hecho todo esto embadurnan los zuecos con un poco de grasa o aceite de baja calidad y los colocan en una fuente de calor para que se sequen enteramente y tomen el color amarillo que conservan en el comercio.